# Firas Lahyani
Firas Lahyani (ur. 16 lipca 1991 w Safakisie) – tunezyjski koszykarz, reprezentant kraju, występujący na pozycji silnego skrzydłowego, obecnie zawodnik zespołu Smouha.

## Osiągnięcia
Stan na 21 września 2022, na podstawie, o ile nie zaznaczono inaczej.

### Drużynowe
- Mistrz:
  - Koszykarskiej Ligi Afryki (BAL – 2022)[3]
  - Tunezji (2019–2022)
- Wicemistrz:
  - Koszykarskiej Ligi Afryki (BAL – 2021)
  - Tunezji (2018)
- Brązowy medalista:
  - Pucharu Klubowych Mistrzów Afryki (2017)
  - klubowych mistrzostw arabskich (2019)
- Zdobywca Pucharu Tunezji (2020–2022)

### Indywidualne
- MVP Pucharu Tunezji (2017)
- Laureat nagrody – najlepszy talent ligi tunezyjskiej (2014)
- Lider w blokach Pucharu Klubowych Mistrzów Afryki (2013)

### Reprezentacja
Drużynowe
- Mistrz Afryki (2017)[4]
- Uczestnik:
  - kwalifikacji:
    - olimpijskich (2016 – 6. miejsce)[5]
    - afrykańskich do mistrzostw świata 2023[6]

  - mistrzostw świata 3x3 (2014 – 11. miejsce)

Indywidualne
- Zwycięzca konkursów wsadów podczas mistrzostw świata 3x3 (2014)[7]